# Barry Enright
Pour les articles homonymes, voir Enright.
Barry Enright (né le 30 mars 1986 à Stockton, Californie, États-Unis) est un ancien lanceur droitier de baseball. Il évoluait dans les Ligues majeures.

## Carrière
Joueur de l'Université Pepperdine à Malibu, Californie, Barry Enright est drafté en deuxième ronde par les Diamondbacks de l'Arizona en 2007.
Il fait ses débuts dans les majeures le 30 juin 2010 pour Arizona. Lanceur partant face aux Cardinals de Saint-Louis, il n'accorde qu'un point en cinq manches, retirant cinq frappeurs sur des prises, pour mériter sa première victoire en carrière.En 17 départs en 2010, sa fiche victoires-défaites est de 6-7 avec une moyenne de points mérités de 3,91 en 99 manches lancées.
En 2011, il est rappelé des ligues mineures pour 7 départs mais ne remporte qu'une décision sur cinq avec une moyenne élevée de 7,41 points mérités accordés par partie, le tout en 37 manches et deux tiers au monticule.
Le contrat de Enright est vendu aux Angels de Los Angeles le 24 juillet 2012.